# ترانه‌شناسی محمد نوری
در این مقاله فهرستی از آلبوم‌های منتشرشده به خوانندگی محمد نوری آورده می‌شود.

## ترانه‌ها
| سال | آلبوم                 | آهنگ‌ها | ترانه سرا | آهنگ ساز | تنظیم کننده               | توضیحات                                                                        | منبع  |
| --- | --------------------- | --- | --- | --- | ------------------------- | ------------------------------------------------------------------------------ | ----- |
| -   | جان مریم              | 1. جان مریم 2. آرزوها 3. نسترن 4. عروسی 5. یاد اون روزها بخیر 6. پس از انتظار 7. لالایی 8. گلچهره 9. یک شب خوش 10. کوچ 11. تصویر تو 12. مبارک باد 13. تا تو بودی 14. تصویر وطن              | 1. محمد نوری 2. تورج نگهبان 3. وحید ادیبی 4. اردلان سرفراز 5. نادر ابراهیمی                                                                       | 1. کامبیز مژده‌دهی 2. محمد سریر 3. محمد سریر 4. - محمد سریر 5. فریدون شهبازیان                                       | - - - - - - - - - - - - - | 1. دکلمه: احمدرضا احمدی 2. (= گل بریزین رو عروس و دوماد)                       |       |
| -   | در شب سرد زمستانی     | 1. در شب سرد زمستانی 2. داستان زندگی من 3. قو 4. بر سر قایقش 5. تو را من چشم‌درراه‌ام 6. از دور 7. داستانی نه تازه 8. هنگام که گریه می‌دهد ساز 9. ری‌را 10. پدرم 11. خانه‌ام ابری‌ست 12. اجاق سرد | نیما یوشیج | فریبرز لاچینی | فریبرز لاچینی             | 1. دکلمه: احمدرضا احمدی                                                        | [ ۱ ] |
| -   | آوازهای سرزمین خورشید | 1. صدای ساز مرد چوپان 2. تو بیو 3. سرزمین خورشید 4. ای دیار خوب من 5. مارال 6. شالیزار 7. ای وطن (آه‌ای وطن! نام تو، همیشه بر لبم) 8. بخفته دل 9. نُشو نُشو 10. گیلان جان 11. لالایی           | 1. محمد نوری 2. محمد نوری 3. محمد نوری 4. محمد نوری 5. یدالله رؤیایی                                                                              | 1. فریبرز لاچینی 2. فریبرز لاچینی 3. فریبرز لاچینی 4. فریبرز لاچینی 5. فریبرز لاچینی 6. فریبرز لاچینی 7. ناصر حسینی | فریبرز لاچینی             | 1. آهنگ شرقی 2. آهنگ محلی 3. آهنگ محلی بختیاری 4. آهنگ محلی 5. (= سر خونهٔ دلُم) | [ ۲ ] |
| -   | دلاویزترین            | 1. ایران ایران 2. دلاویزترین 3. با نام تو 4. قایقی باید ساخت 5. دوران عاشق‌ها 6. کوچ 7. غم بیهودگی‌ها 8. بی تو 9. تولدت مبارک                                                                 | 1. تورج نگهبان 2. فریدون مشیری 3. اردلان سرفراز 4. تورج نگهبان                                                                                    | محمد سریر |                           | 1. سال آفرینش ۱۳۴۸                                                             | [ ۳ ] |
| -   | در ماه باران          | 1. ساقی 2. مرغ سپیده 3. آسمان روشن 4. از روزگاران 5. مژده نور 6. همه آبی 7. در ماه باران | علی‌اصغر محتاج | شهرام گلپریان | شهرام گلپریان             |                                                                                | [ ۴ ] |
| -   | جاودانه با عشق        | 1. آواز با عشق 2. اگر تو آمده بودی 3. باران 4. سخن عشق 5. روز بی غروب 6. در سفر گم شدن 7. کهکشان عشق 8. شب‌های تهران                                                                         | 1. فریدون مشیری 2. شیون فومنی 3. حمید مصدق 4. سعدی 5. احمد کسیلا 6. شیون فومنی 7. فریدون مشیری 8. محمد سریر                                       | محمد سریر |                           |                                                                                | [ ۵ ] |
| -   | شکوفه خاطرات          | 1. گل مریم 2. گلچهره 3. مرغک زیبا 4. جمعه‌بازار 5. جنگ و جنگ‌ساز 6. رود آواره 7. بزم خیال 8. آخرین درود                                                                                       | 1. محلی، محمد نوری 2. منوچهر میکده 3. منوچهر میکده 4. جهانگیر سرتیپ‌پور (محلی)، منوچهر میکده (فارسی) 5. فریدون توللی 6. رویایی 7. رویایی 8. رویایی | 1. کامبیز مژدهی 2. ناصر حسینی 3. علی‌اکبر دلبری 4. محلی شیرازی 5. ناصر حسینی 6. ناصر حسینی 7. ناصر حسینی             | شهرام گلپریان             | 1. ترانهٔ جان مریم با اندکی تغییر                                               | [ ۶ ] |
| -   | چراغی در افق          | 1. چراغی در افق 2. آواز با عشق 3. نوازش باران 4. حریر مهتاب 5. شب تنهایی 6. عشق دیرین 7. حسرت 8. کوره‌راه زندگی                                                                              | | محمد سریر |                           |                                                                                | [ ۷ ] |
| -   | شکوفه در شکوفه        | 1. زمزمه 2. باز آمد 3. شکفتن 4. خموشی‌های ساحل 5. رها 6. لانهٔ متروک 7. سرزمین محبوب من | 1. کریم فکور 2. منوچهر میکده 3. بهمن توسی، منوچهر میکده 4. فروغ فرخ‌زاد 5. سید فرید احمدی (فارسی)، ابراهیم نوارلو (ترکی) 6. رویایی 7. منوچهر میکده | 1. اکبر محسنی 2. منوچهر میکده 3. ناصر حسینی 4. ناصر حسینی 5. ناصر حسینی                                             | شهرام گلپریان             |                                                                                | [ ۸ ] |
| -   | جلوه‌های ماندگار       | 1. عاشقانه 2. برای فرزندم 3. زورق شکسته 4. آرزو 5. عروسی 6. رؤیای جوانی 7. امید 8. دور 9. بدرود                                                                                             | 1. فروغ فرخزاد 2. تورج نگهبان | محمد سریر |                           |                                                                                | [ ۹ ] |
| -   |                       | 1. در غروب بی فروغ آشنایی 2. ای ز تو لب من، پرترانه شده 3. در دستم، فانوسی (انتظار) 4. غم او، با نو چه گقت (مرگ مادر) 5. دیدم در آن، آیینهٔ چشم کبود 6. تو تو خندهٔ بهار 7. گل بر افشانید     | 1. تورج نگهبان 2. عبدالله الفت 3. یدالله رؤیایی 4. تورج نگهبان 5. سعید نیاز کرمانی 6. حسین منزوی 7. یاور همدانی                                   | 1. ناصر حسینی 2. سلیمان اکبری 3. ناصر حسینی 4. ناصر حسینی 5. فریدون فرزانه 6. محمد سریر 7. علی‌اکبر دلبری            |                           |                                                                                |       |